# Wilhelm Ochman
Wilhelm Ochman (ur. 11 października 1901 w miejscowości Oleszka (parafia Jesiona, pow. strzelecki), zm. 15 lutego 1970 w Chorzowie) – polski ksiądz rzymskokatolicki, doktor prawa kanonicznego, proboszcz parafii św. Barbary w Chorzowie.

## Życiorys
Urodził się 11 października 1901 w Oleszce (pow. strzelecki), w rodzinie urzędnika kolejowego. Po ukończeniu szkoły powszechnej podjął naukę w gimnazjum w Opolu, które ukończył w 1921 roku. W trakcie nauki wstąpił do Stowarzyszenia Filaretów Śląskich. W okresie plebiscytu działał w Polskim Komitecie Plebiscytowym w Opolu, wstąpił do Polskiej Organizacji Wojskowej Górnego Śląska, uczestniczył w III powstaniu śląskim.
Rok później zdał egzamin dojrzałości w Cieszynie oraz podjął studia teologiczne w Poznaniu. W 1924 roku wstąpił do Śląskiego Seminarium Duchownego w Krakowie, kontynuując studia na Wydziale Teologicznym Uniwersytetu Jagiellońskiego.
W czerwcu 1926 przyjął święcenia kapłańskie, podjął pracę duszpasterską jako wikariusz w parafii pw. św. Szczepana w Bogucicach (obecnie dzielnica Katowic). Od 1930 roku, przez kolejne cztery lata, wikariusz parafii pw. św. Antoniego w Siemianowicach oraz katecheta w Szkole Handlowej oraz Dokształcającej Szkole Kupiecko-Handlowej w Katowicach.
Od 1934 roku notariusz w Sądzie Biskupim w Katowicach, kapelan rezerwy Kurii Polowej, a od 1938 roku ponadto rektor kościoła Przemienienia Pańskiego w Katowicach. Moderator Sodalicji Pań Urzędniczek pw. Matki Bożej Różańcowej w Katowicach, prezes miejscowego Stowarzyszenia Kobiet Zarobkujących.
Po wybuchu II wojny światowej, substytut w parafiach: pw. św. Antoniego w Dąbrówce Małej (obecnie dzielnica Katowic), następnie parafii pw. św. Pawła w Nowym Bytomiu. W 1941 roku aresztowany przez gestapo, uchronił się przez wywiezieniem do obozu koncentracyjnego w Dachau. Wydalony z diecezji katowickiej z zakazem objęcia jakiejkolwiek placówki duszpasterskiej. Podczas okupacji przebywał w Nowej Cerkwi (Śląsk Opolski), Wrocławiu oraz Berlinie. Ukończył tam kursy języka francuskiego oraz rosyjskiego.
Po zakończeniu wojny, w czerwcu 1945 mianowany administratorem w parafii Ścięcia św. Jana Chrzciciela w Goduli (obecnie Ruda Śląska).
Od 1 września 1945 substytut, od 1963 zatwierdzony jako proboszcz parafii pw. św. Barbary w Chorzowie. Wznowił, rozpoczętą przed wojną budowę kościoła św. Floriana. Szykanowany przez władze PRL.
W 1951 roku obronił tytuł magistra teologii, rok później magistra filozofii na Wydziale Teologii Katolickiej Uniwersytetu Warszawskiego. W 1954 roku obronił tytuł magistra prawa kanonicznego, po utworzeniu Akademii Teologii Katolickiej kontynuował dalsze studia. Wiceoficjał Sądu Biskupiego w Katowicach, sędzia prosynodalny. W lutym 1956 roku mianowany radcą duchownym. W styczniu 1957 roku obronił doktorat z prawa kanonicznego na Akademii Teologii Katolickiej w Warszawie. Dziekan dekanatu chorzowskiego. 
Zmarł 15 lutego 1970 w szpitalu św. Jadwigi w Chorzowie, został pochowany na cmentarzu parafialnym.

## Odznaczenia
Uchwałą Rady Państwa z 19 lipca 1954 został odznaczony Złotym Krzyżem Zasługi za zasługi w pracy społecznej.